# PEST分析
PEST分析是利用環境掃描分析總體環境中的政治（Political）、經濟（Economic）、社會（Social）與科技（Technological）等四種因素的一種模型。這也是在作市場研究時，外部分析的一部份，能給予公司一個針對總體環境中不同因素的概述。這個策略工具也能有效的了解市場的成長或衰退、企業所處的情況、潛力與營運方向。

## 歷史
根據RapidBI網站，PEST最初稱為「ETPS」。在《Scanning the Business Environment》這本書中， 作者描述「ETPS」這個稱呼是他對於四種企業環境因素（經濟、科技、政治、社會）的一種記憶法。這本書發行之後，人壽保險協會的Arnold Brown將之稱為「STEP」。之後一些學者及企業界的人士重新定義為「STEPE分析」，增加了生態因素（Ecological）。
1980年代，許多學者加入了各種不同的分類，而有了PEST、PESTLE、STEEPLE等等不同的排列法。由於「Pest」於英文意指「害蟲」，含意負面，因此依然有人沿用「STEP分析」稱呼之，但為數已越來越少。
有些學者認為PEST分析已足夠應付各種情況，但也有其他人認為，加入其他的因素分析能更有效地幫助個人或團隊去進行環境掃描。

## 概要
PEST有時也被稱為STEP、DESTEP、STEEP、PESTE、PESTEL、PESTLE或LEPEST（政治、經濟、社會文化Socio-cultural、科技、法律Legal、環境Environmental）。最近更被擴展為STEEPLE與STEEPLED，增加了生态（Ecological）與人口統計（Demographics）。
- 政治因素包含了租稅政策、勞工法律、環境管制、貿易限制、關稅與政治穩定。
- 經濟因素有經濟增長、利率、匯率和通貨膨脹率。
- 社會因素通常著重在文化觀點，另外還有健康意識、人口成長率、年齡結構、工作態度及安全需求。
- 科技因素包含生態與環境方面，決定進入障礙和最低有效生產水準，影響委外購買決策。科技因素著重在研發活動、自動化、技術誘因和科技發展的速度。

PEST分析與外部總體環境的因素互相結合就可歸納出SWOT分析中的機會與威脅。PEST/PESTLE、SWOT與SLEPT可以作為企業與環境分析的基礎工具。

## 外部連結
- PEST analysis method and examples[] from Businessballs.com
- PESTLE analysis history and application （页面存档备份，存于）